# Concert per a dos clavecins en do menor (Bach)

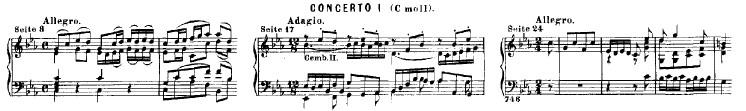
Principals temes del Concert per a dos clavecins en do m, BWV 1060

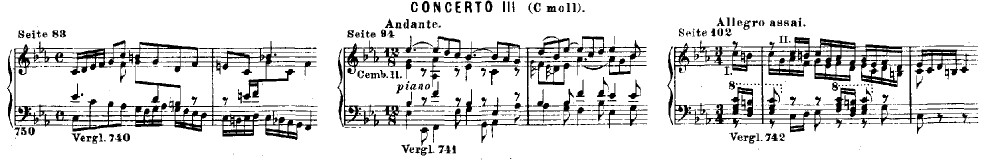
Principals temes del Concert per a dos clavecins en do m, BWV 1062

Johann Sebastian Bach compongué dos Concert per a dos clavecins en do menor, el BWV 1060 i el BWV 1062: 
- El BWV 1060 és un concert que és una transcripció per a clavecí i orquestra de corda d'un concert seu per a violí i oboè, també en do menor, i que també es classifica com a BWV 1060. La forma subtil i magistral en la qual la barreja d'instruments solistes amb l'orquestra d'aquesta marca com una de les obres més madures d'anys de Bach a Köthen. El moviment central és un cantabile dels instruments solistes amb l'acompanyament de l'orquestra.[1]
- El BWV 1062, que és una transcripció del conegut Concert per a dos violins en re menor, BWV 1043. Com va fer amb el Concert per clavecí núm. 3 (BWV 1054), va transportar-lo un to més avall perquè el mi més agut fos un re, la nota que era el límit superior habitual en els clavecins de l'època.[1][2]

## Estructura i anàlisi
La instrumentació d'ambdós concerts és: clavecí solista I/II, violí I/II, viola i continu (violoncel, violone). La durada aproximada és de 14 minuts (BWV 1060) i 15 minuts (BWV 1062).
L'estructura habitual en 3 moviments és la següent:
- BWV 1060

1. Allegro
2. Adagio
3. Allegro

- BWV 1060

1. Andante
2. Allegro assai